# Hans van den Hende
Johannes Hermannes Jozefus (Hans) van den Hende (Groningen, 9 de janeiro de 1964) é um clérigo católico romano holandês. Foi nomeado bispo da Diocese de Breda em 31 de outubro de 2007. Em 10 de maio de 2011, o Papa Bento XVI o nomeou bispo da Diocese de Rotterdam.
Van den Hende frequentou a escola secundária local em Haren. Ele estudou filosofia e teologia na Universidade Católica de Utrecht. No Gregorianum, em Roma, ele obteve o doutorado em Direito Canônico com uma dissertação que focava na mudança do papel das conferências episcopais desde o Concílio Vaticano II. Ele foi ordenado ao sacerdócio em 1991.
A partir de 2000, Van den Hende serviu como vigário-geral para a diocese de Groningen-Leeuwarden. Em 2007, o Papa Bento XVI o nomeou bispo de Breda. Ele é o membro mais jovem da Conferência Episcopal Holandesa.